# Altenburg (Niederurff)

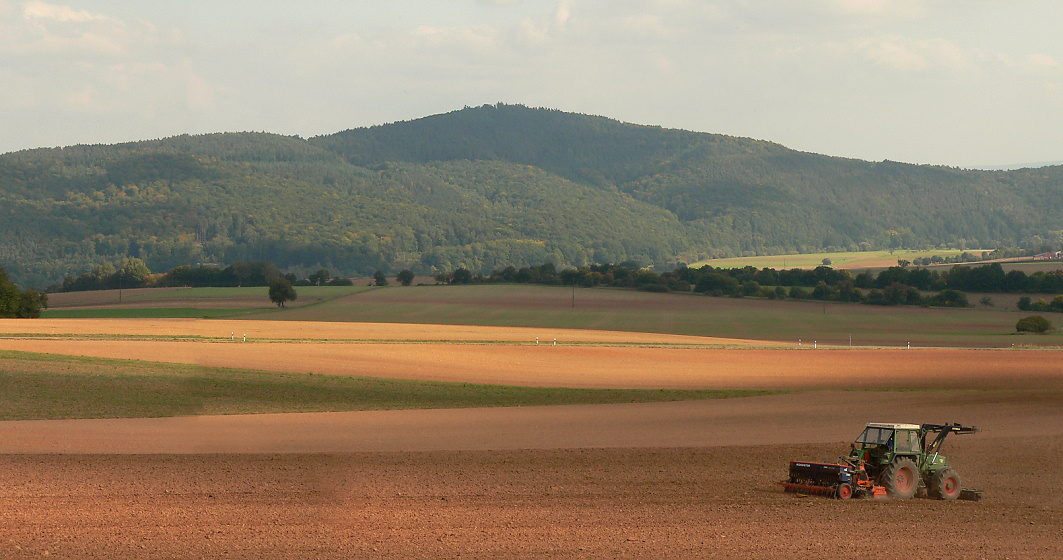
Die Ringwallanlage auf dem Gipfel des Berges Altenburg

Die Altenburg bei Niederurff (auch Altenburg bei Römersberg) ist eine größere eisenzeitliche Befestigungsanlage auf dem Gipfel des 432,7 Meter hohen Berges Altenburg im hessischen Schwalm-Eder-Kreis auf der Gemarkungsgrenze zwischen Niederurff, Ortsteil der Gemeinde Bad Zwesten, und Arnsbach (Borken), Stadtteil von Borken bis südöstlich an die Gemarkung von Römersberg, Ortsteil von Neuental. Die Anlage zählt zu den am besten erhaltenen eisenzeitlichen Ringwallanlagen in Nordhessen.
Ab 1984 waren einzelne neolithische Funde im südlichen Wallbereich zutage gekommen. Schwerpunkt der Besiedlung war jedoch die Eisenzeit: Der Berg war in der älteren sowie jüngeren vorrömischen Eisenzeit besiedelt und wurde spätestens in der jüngeren Eisenzeit befestigt.

## Beschreibung
Die Ringwallanlage und befestigte Höhensiedlung ist um den Gipfel herum angelegt worden. Sie bedeckt eine Gesamtfläche von rund 8,3 Hektar und ist von insgesamt drei Verteidigungsringen umgeben mit heute noch bis zu 4 Meter hohen Wällen. Von der früheren Siedlung finden sich keine Steinreste mehr, da die Gebäude vermutlich aus Holz, Stroh und Lehm errichtet wurden.
Die äußere Befestigungslinie besteht aus einem Wall, der ein etwa 500 × 200 Meter großes unregelmäßiges Rechteck einfasst. An den steilen West- und Ostflanken erübrigte sich ein Wall und es wurden stattdessen die Böschungen versteilt. In den flachen Bereichen ist streckenweise ein Graben vorgelagert. Die Ausgrabung von 1984 ergab, dass der Wall im südlichen Bereich mauerförmig als Holz/Erdwerk ausgeführt worden war.
Die mittlere Befestigungslinie ist nur im Süden als Wall in leicht geneigtem Gelände ausgeführt. Dort wurde das durch den Wall gesicherte Plateau als Siedlungsgelände genutzt. Die Wirkung der Wälle wurde dadurch verstärkt, dass Hänge künstlich versteilt wurden und so 12 Meter hohe Böschungen entstanden. Dadurch konnte auch der ehemalige Hauptzugangsweg von Süden gut verteidigt werden.
Der heute noch 2 Meter hohe Wall der inneren Befestigungsanlage hat eine dreieckige Form und umfasst eine Fläche von etwa 1,5 Hektar. Er weist Toröffnungen im Süden und Nordosten auf. Im flachen Gelände sind dem Wall Gräben vorgelagert gewesen, an den steilen Hangseiten dienten vermutlich Palisaden der Sicherung.
Die lebensnotwendige Wasserversorgung erfolgte in vorgeschichtlicher Zeit über mehrere Quellen, die heute versiegt sind bzw. nur in überdurchschnittlich feuchten Jahren noch ein wenig Wasser führen. Ihre Bedeutung wird durch den Umstand augenfällig, dass sie zum Teil recht aufwendig in das Wallsystem integriert wurden (Annexquelle, Hangquelle, Wallquelle).

## Ausgrabung
Bei der Errichtung des Aussichtsturmes auf dem Gipfel des Berges Altenburg 1963 wurden zahlreiche Keramikscherben gefunden. Bereits zuvor gab es ähnliche Zufallsfunde auf dem Berg. 1984 fand eine archäologische Ausgrabung durch das Landesamt für Denkmalpflege Hessen statt. Dabei wurden zahlreiche Funde aus der mittleren La-Tène-Zeit gemacht, unter anderem Waffen, Keramik, Werkzeuge und Pferdegeschirr.
Auch wurde ein mutmaßlicher Kult- oder Opferplatz entdeckt, an dem neben zahlreichen Keramikscherben auch 77 Eisenobjekte gefunden wurden. Die absichtlich unbrauchbar gemachten Objekte, wie Schwerter, Lanzen- und Pfeilspitzen, bezeugen ihren Charakter als Kult- oder Ritusobjekte.
Mehrfache Raubgrabungen haben einige Zerstörungen von Fundmaterial hervorgerufen. Die Anlage ist ein ausgewiesenes Bodendenkmal nach dem Hessischen Denkmalschutzgesetz. Nachforschungen und gezieltes Sammeln von Funden sind genehmigungspflichtig, Zufallsfunde an die Denkmalbehörden zu melden.

## Historische Einordnung

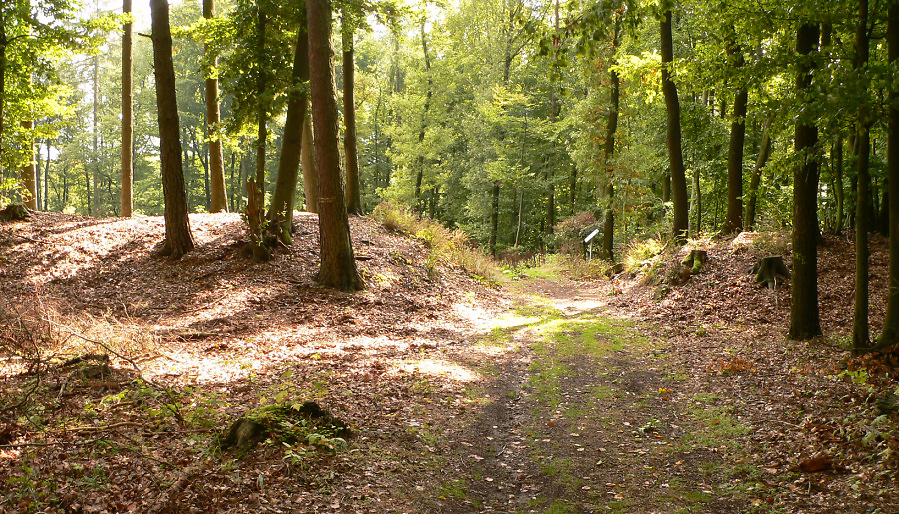
Frühere Toröffnung des inneren Befestigungswalls, heute Waldweg

Bereits Mitte des 19. Jahrhunderts wurde die Ringwallanlage Altenburg durch den Archivar und Historiker Georg Landau als Anlage der Eisenzeit identifiziert.
Früheste Spuren menschlicher Anwesenheit auf dem Berg Altenburg sind schon für die Zeit der neolithischen Michelsberger Kultur (4400 bis 3500 v. Chr.) nachgewiesen (z. B. durch Steinbeilfunde). Eine dauerhafte Besiedlung bereits in dieser Zeit erscheint jedoch unwahrscheinlich. Erst zu Beginn der Hallstattzeit, um 750 v. Chr. (Hallstatt C), wurde der Berg häufiger aufgesucht, längerfristiger besiedelt und vermutlich auch bereits befestigt. Über das datierbare Fundmaterial der Ausgrabung lassen sich mehrere Kulturphasen bis zur mittleren La-Tène-Zeit, um 150 v. Chr. (La Tène C), nachweisen. Eine ethnologische Einordnung der Besiedlung lässt sich aufgrund der Fundlage nicht treffen. Einigkeit besteht mittlerweile dahingehend, dass es sich bei der latènezeitlichen Bevölkerung Niederhessens weder um Germanen noch um Kelten handelte.

## Archäologischer Wanderweg
Seit Sommer 2006 gibt es einen archäologischen Wanderweg, der von Parkplatz des Grillplatzes in Römersberg über 13 Stationen bis auf 432 Meter hinauf zum 1963 erbauten hölzernen Aussichtsturm führt. In etwa 2,5 Stunden können verschiedene Geländemerkmalen der Neuzeit, des Mittelalters und der Vorgeschichte abgelaufen und erkundet werden. Schwerpunkt ist die eisenzeitlichen Befestigungsanlage mit ihren Wall- und Grabenresten (6 der 13 Stationen). Die mittelalterliche Dorfwüstung Blankenhain sowie eine neuzeitliche Wassergewinnungsanlage und Aussichtsplätze werden vorgestellt. An jeder Station erläutern Übersichtstafeln dreisprachig (deutsch, englisch, französisch) das jeweilige Thema.